# Listen to Your Heart
Listen to Your Heart es una canción del dúo sueco Roxette, escrita por Per Gessle y Mats Persson incluido en su segundo álbum de estudio Look Sharp!. Fue la segunda canción del dúo sueco en llegar al #1 en el Billboard Hot 100.
La canción tiene una versión en español ,Habla el corazón, cuya adaptación estuvo a cargo de Luis Gómez-Escolar incluida en el álbum Baladas en español de 1996.

## Historia y versiones
La canción fue el tercer sencillo del álbum Look Sharp! editado en 1988.

## Músicos
- Marie Fredriksson - voz principal y coros
- Per Gessle - coros
- Jonas Isacsson - guitarra eléctrica
- Clarence Öfwerman - sintetizadores
- Per "Pelle" Alsing - batería y caja de ritmos

## Lista de canciones
7" sencillo
1. «Listen to Your Heart» — 5:12
2. «(I Could Never) Give You Up» — 3:59

CD promo USA (1989)
1. «Listen to Your Heart» (Edited Version) — 4:34
2. «Listen to Your Heart» (LP Versión) — 5:24

CD maxi sencillo Alemania (1989)
1. «Listen to Your Heart» (Edited Version) — 5:10
2. «Listen to Your Heart» (U.S. Edit Remix) — 4:32
3. «(I Could Never) Give You Up» - 3:51

CD maxi sencillo (1989)
1. «Listen to Your Heart» (Sencillo Mix)
2. «Dressed for Success» (New Radio Mix)
3. «(I Could Never) Give You Up»
4. «Neverending Love» (Live)

CD maxi sencillo (1990 Reissue)
1. «Listen to Your Heart» (Versión sencillo)
2. «Dangerous» (LP Versión)
3. «Listen to Your Heart» (U.S. Remix)
4. «Dangerous» (U.S. Club Edit)

## Posiciones en listas
La canción alcanzó el #1 en el Billboard Hot 100 singles chart el 4 de noviembre de 1989, su segundo número uno del año. También se ubicaron en el #2 en el Billboard Hot Adult Contemporary Tracks. Ellos alcanzaron el #1 el 4 de noviembre de 1989. La canción se publicó en RU en octubre de 1989 y llegó sólo al puesto #62, pero fue reintroducida en 1990 como un doble lado A con "Dangerous" después del éxito de su anterior sencillo "It Must Have Been Love", y alcanzó el lugar #6.
| Listas (1989)      | Posición |
| ------------------ | -------- |
| Alemania           | 7        |
| Australia          | 10       |
| Austria            | 2        |
| Canadá             | 1        |
| Estados Unidos     | 1        |
| Irlanda            | 5        |
| Nueva Zelanda      | 11       |
| Países Bajos       | 5        |
| Reino Unido (1990) | 6        |
| Suecia (1988)      | 3        |
| Suiza              | 8        |

## Versión deDHT
En 2005, el dúo belga DHT junto a Edmée realizó una versión de la canción que logro posicionarse en el #8 en el Billboard de Estados Unidos, #1 en el Billboard Hot Dance, #1 en el Billboard Mainstream, #7 en Francia e Inglaterra y al top 10 en Alemania.
En Estados Unidos fue galardonada como la Canción Dance del Año (2005) y con un disco de oro por 500.000 unidades vendidas.

## Otras versiones
En 2006, la cantante mexicana Yuridia; grabó la versión en español de esta canción para el disco Habla el Corazón, y fue el segundo sencillo del disco que tuvo un gran éxito en México logrando ser top 5 nacional y en los Estados Unidos logró colocarse en el Top 40 de Billboard Hot Latín Song; mientras que América Latina se colocó en el top 10 de varios países.
Una versión instrumental de «Listen to Your Heart» fue utilizada en el comercial titulado Nunca é tarde para ouvires o teu coração («Nunca es tarde para escuchar a tu corazón»), realizado para Vodafone Portugal en 2023.

### Posición en listas
| Listas (2015)               | Posición alcanzada |
| --------------------------- | ------------------ |
| Billboard Hot Latin Songs   | 44                 |
| Billboard Latin Airplay     | 44                 |
| Billboard Latin Pop Airplay | 17                 |